# Хамам: Турецька лазня
«Хамам: Турецька лазня» (тур. Hamam) — фільм 1997 року, італійського режисера Ферзана Озпетека.

## Сюжет
Франческо, молодий італієць, приїжджає до Стамбулу, щоб оформити спадщину, залишену йому тіткою, яка прожила більшу частину життя в Туреччині.
Багато років тому вона купила в центрі міста турецькі лазні (hamam) і зробила їх найкращими в районі. Для турецьких чоловіків — це місце душевного та тілесного відпочинку. Лазні і отримав Франческо у спадщину. Він збирається продати власність і повернутися до Італії.
Однак Франческо пізнає людей, які були для його тітки другою сім'єю, читає старі листи, і, у вирішальний момент під час підписання документів, відмовляється від угоди. Хоча це обіцяє йому великі неприємності, тому як на місці лазень впливова група збирається будувати новий дорогий комплекс для багатих.
Глядач поступово занурюється у своєрідну зачаровувану атмосферу фільму, і стає зрозумілим, чому Франческо зволікає з від'їздом…
Його дружина приїжджає в Стамбул, щоб прискорити справу, але стає свідком того, як чоловік займається любов'ю з іншим молодим чоловіком. Тоді вона сама перед усіма гостями повідомляє Франческо, що давно зраджує йому з Паоло, їх компаньйоном.
Закінчується фільм трагедією. Франческо отримує смертельний удар ножем в живіт і помирає у лікарні…